# Moravská gotická plastika

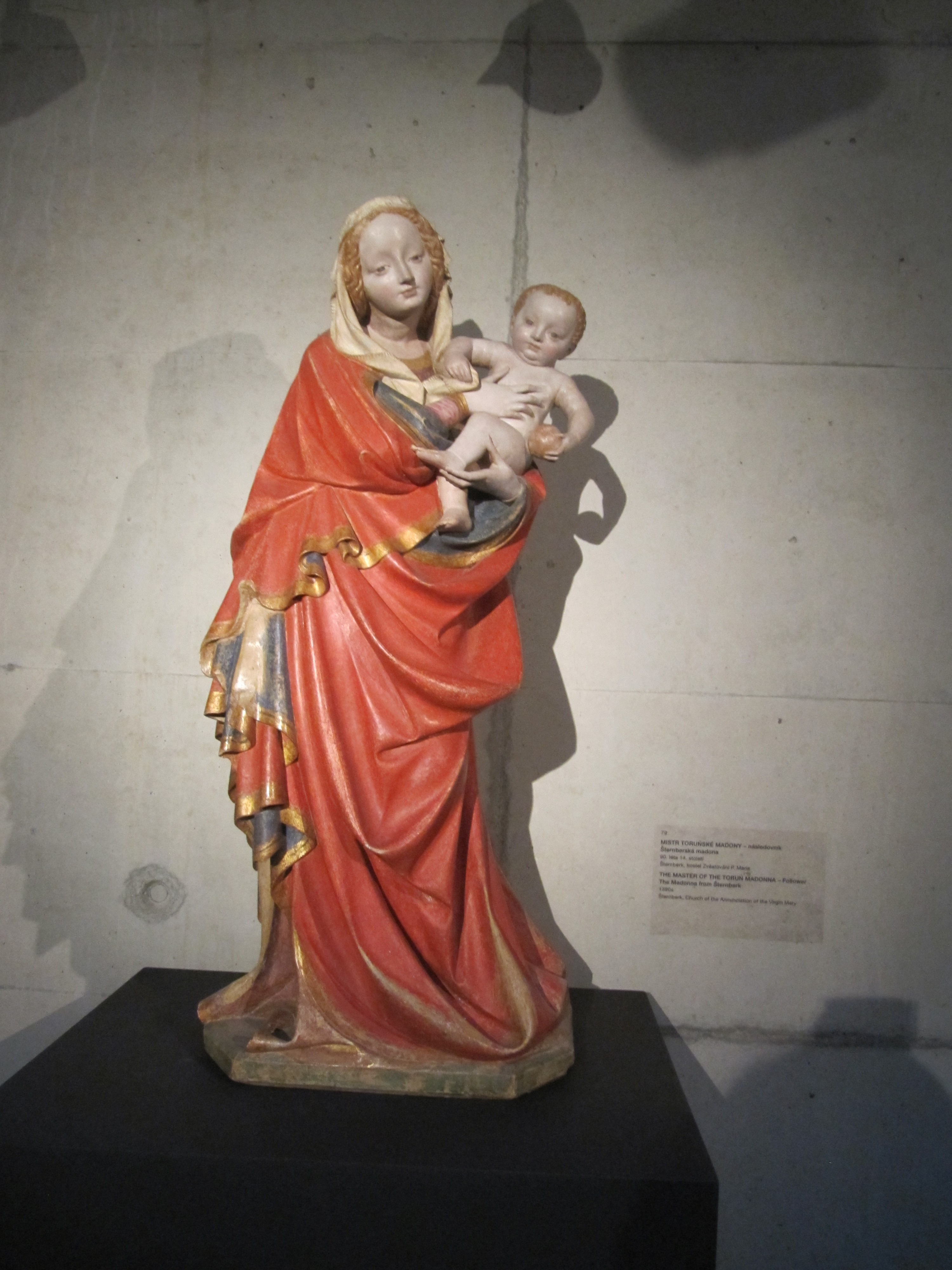
Šternberská madona Olomouc

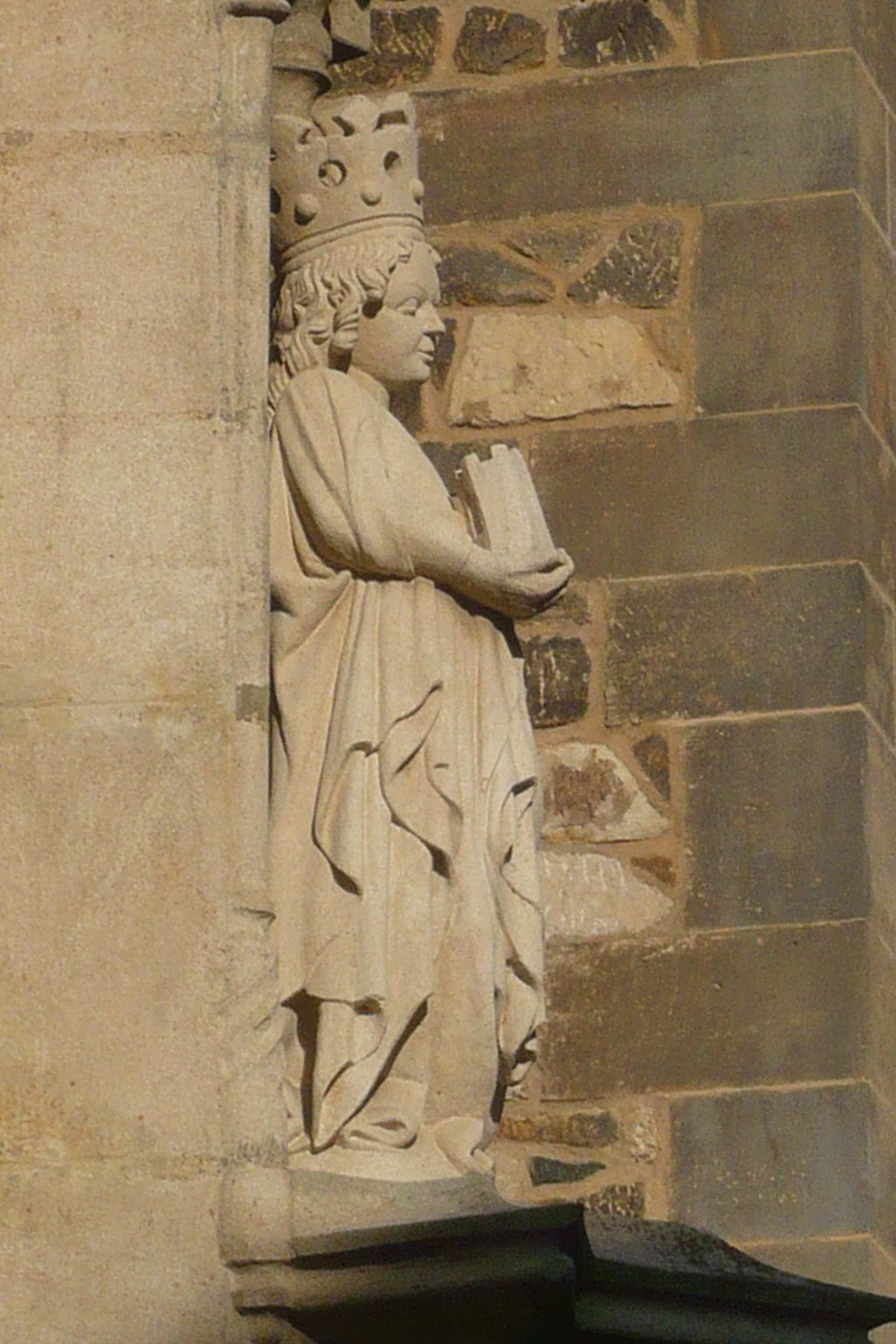
Světice z jižní strany Svatopetrské katedrály

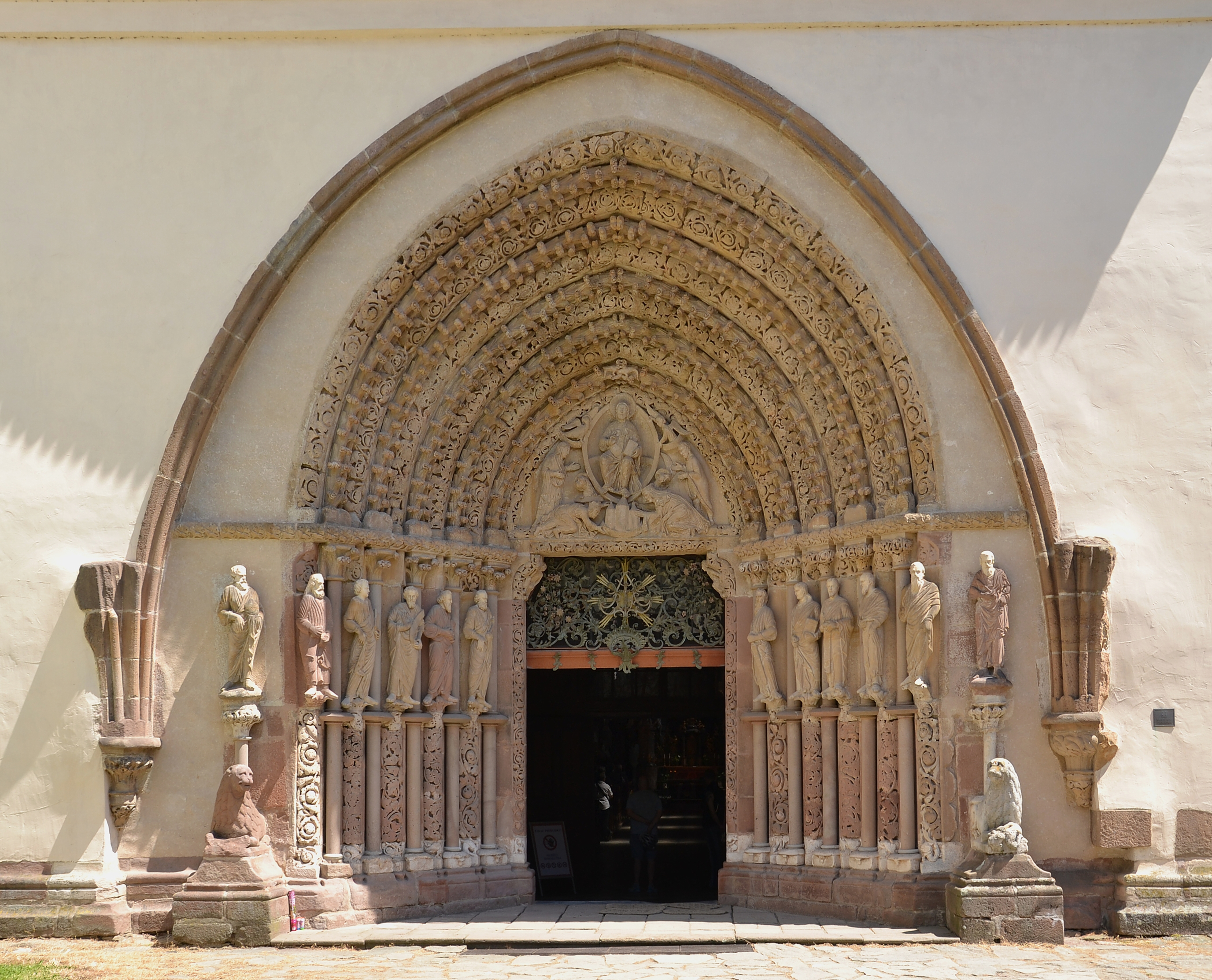
Postavy apoštolů portálu kláštera Porta coeli (asi 1240)

Moravská gotická plastika (1250–1510) je souhrnný projev sochařského umění na Moravě od počátečních archaických náznaků až po vznik renesance a příchod novověku, které se v některých obdobných vyznačuje dobře rozeznatelnými znaky. Zahrnuje několik desítek děl rané, vrcholné i pozdní gotiky. Figurální, v naprosté většině případů sakrální umění dřevěných i kamenných madon, piet a ukřižování Krista. V menším množství případů jde o hromadné scény rovněž spojené s biblickou událostí (nejčastěji kladení do hrobu nebo klanění tří králů). Méně často jde o postavy jiných světců. Teprve ze samém závěru se zachovaly profánní zpodobnění obličeje chrličů z Židovské brány od Antonína Pilgrama.
První projevy u kterých lze rozpoznat gotické rysy jsou spojeny s figurální výzdobou architektury. Jmenovitě to jsou postavy apoštolů v ostění proslulého raně gotického monumentálního portálu kláštera Porta coeli v Předklášteří, tympanon v závěru portálu je považován spíše ještě za románský ale možná též s některými náznaky propukajícího nového slohu. Z období 2. poloviny 13. století se zachovalo jen nemnoho exemplářů, jako např. Madona z Klentnice. Vrcholem co do počtu i kvality a autentického a autochtonního projevu představuje právě plastika vrcholné gotiky a to zejména dřevořezba určená do interiéru.
Pozdně gotické sochařské umění na Moravě vrcholí především v díle zdejšího rodáka, kterého již známě jménem: Antonína Pilgrama a také postavami v životní velikosti z několika (v té době oblíbených) scén z Hory Olivetské (v Olomouci, Modřicích nebo Jihlavě).
Významné kolekce gotického sochařství jsou v Moravské galerii v Brně, Muzeu umění Olomouc i v Diecézním muzeu v Brně a Domě umění v Ostravě. Mnohé jsou k vidění v místech původního určení v interiérech i exteriérech kostelů a klášterů. Jen malá část je v soukromých sbírkách. Moravská plastika, zejména ve své vrcholné fázi ve 14. století je jedním důležitých uměleckých projevů Evropy a jako taková budí i mezinárodní pozornost. Vedle stálých výstav představily v minulosti Moravskou gotickou plastiku i výstavy dočasné, především Gotické umění na Moravě a ve Slezsku 1935–1936 a pozdější výstava Od gotiky k renesanci.

### Literatura

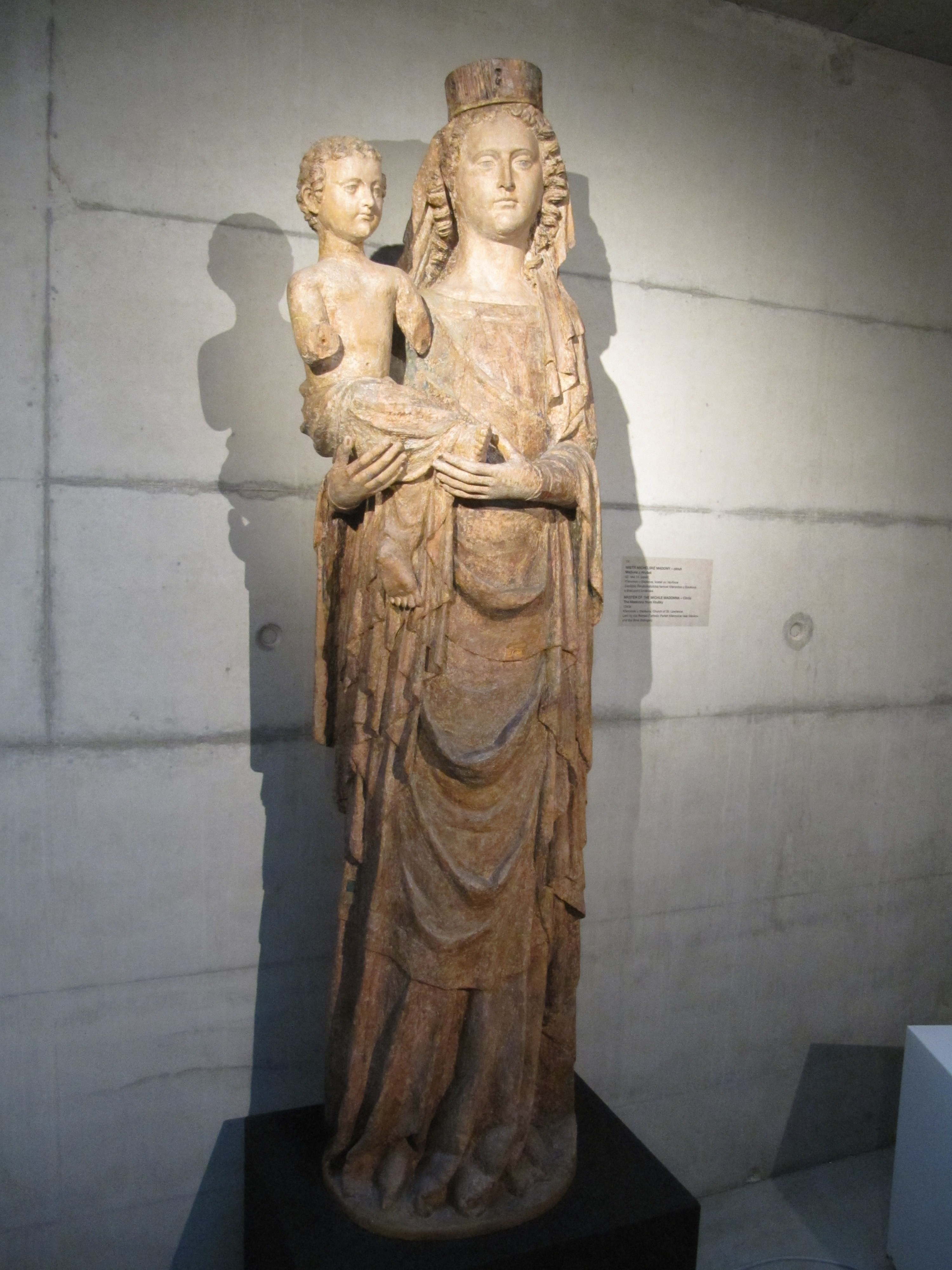
Madona z Hrušek (1340)
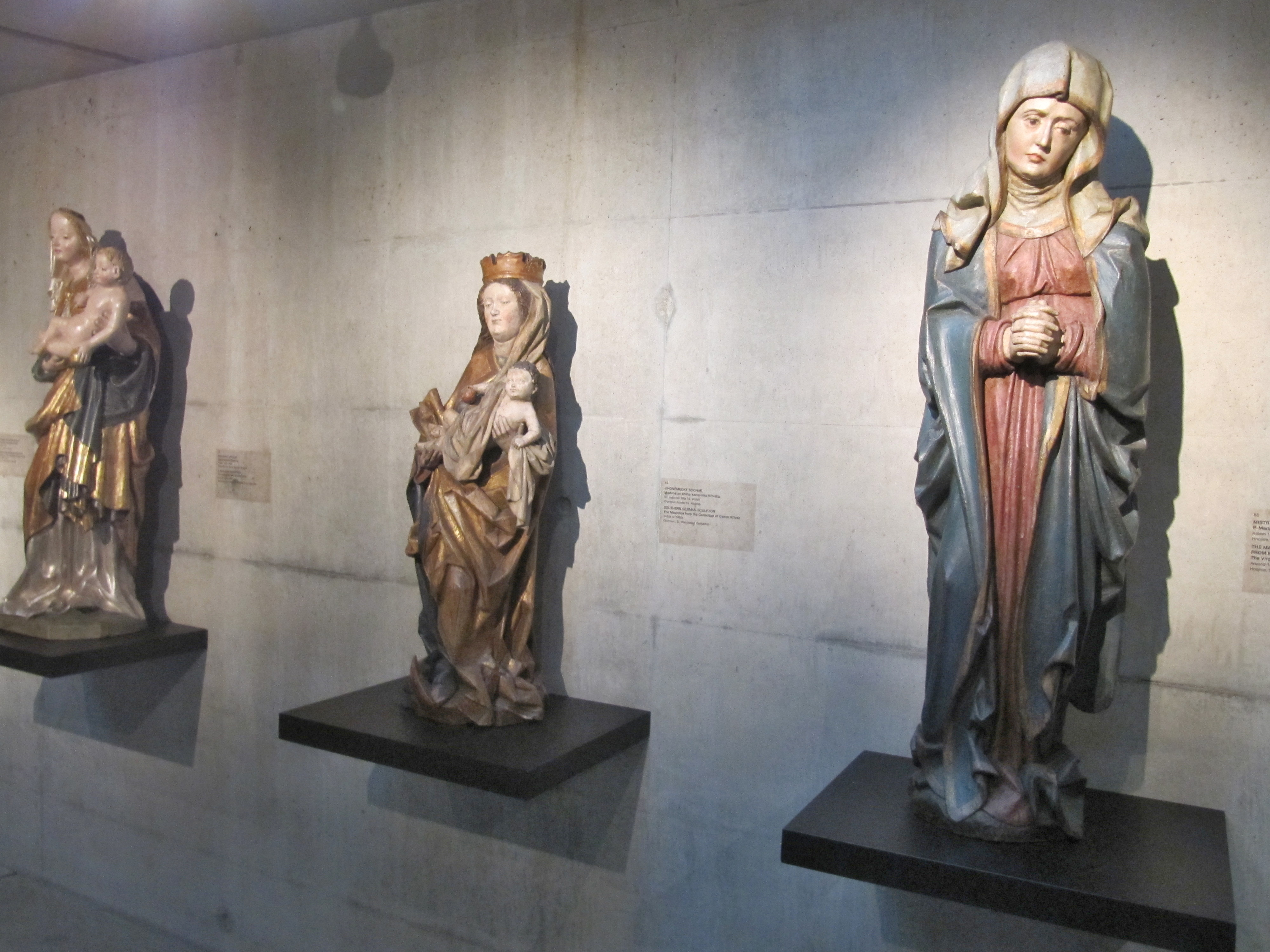
Vývojová řada Madon – Arcidiecézní muzeum Olomouc
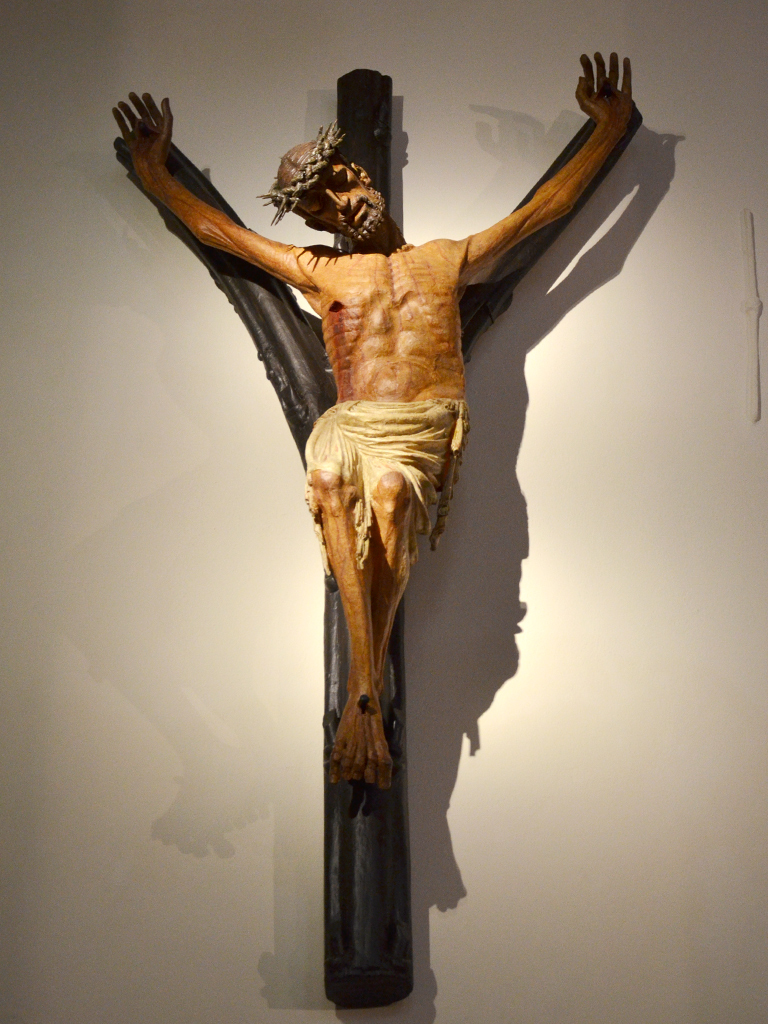
Tzv. Přemyslovský krucifix Jihlava, kostel sv. Jakuba (1330)
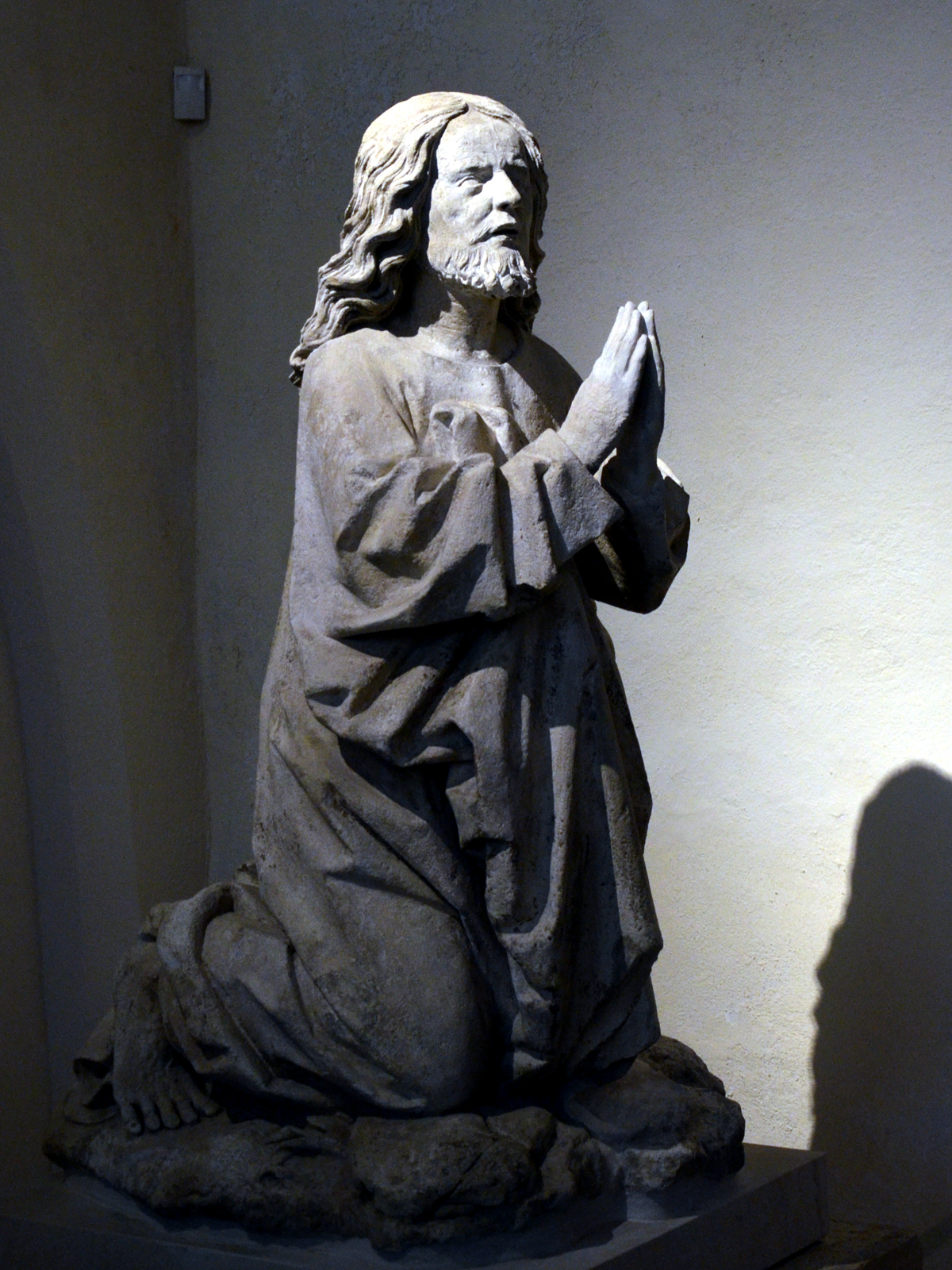
Postava ze sousoší tzv. Hory Olivetské
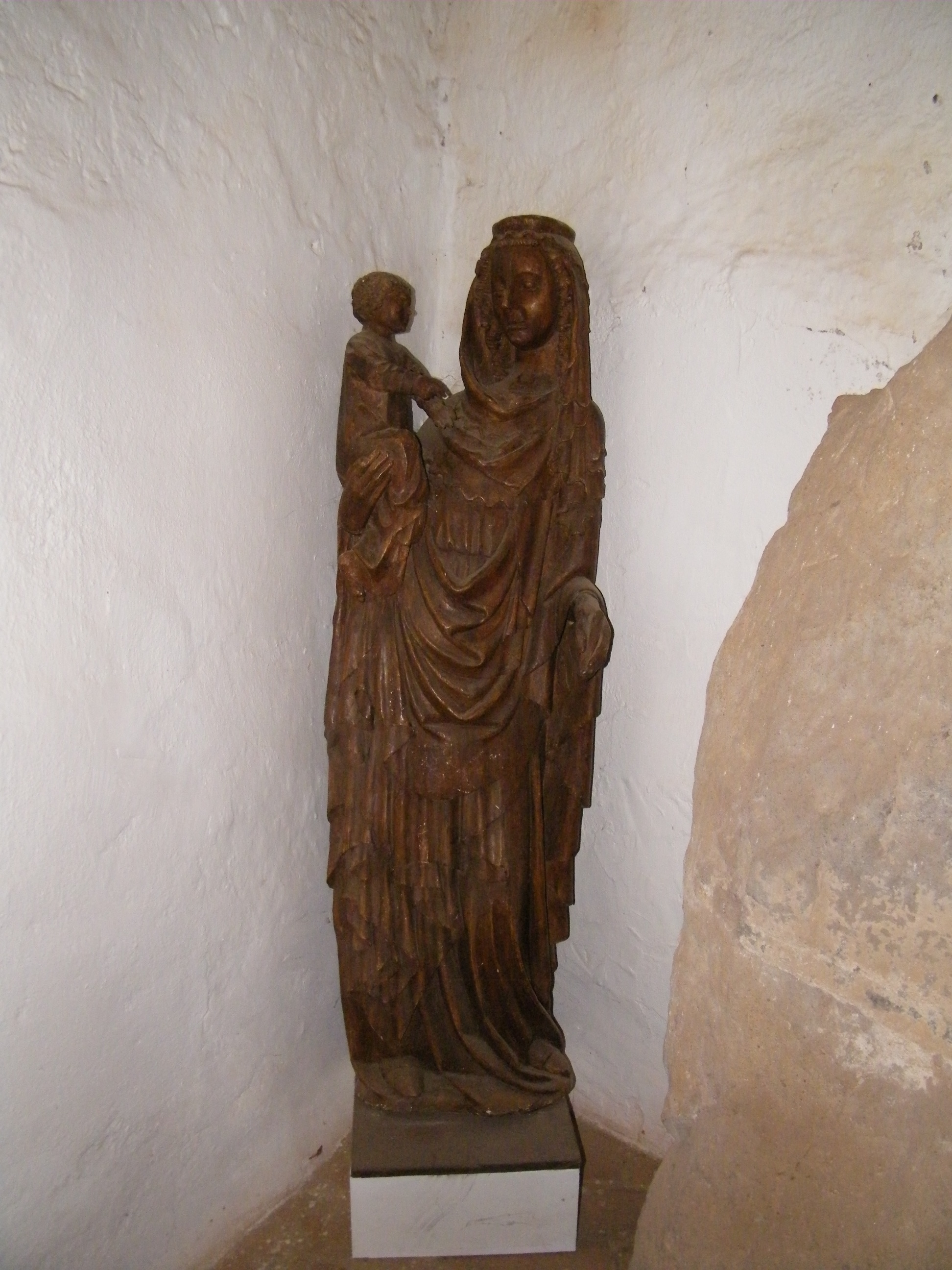
Buchlovská madona
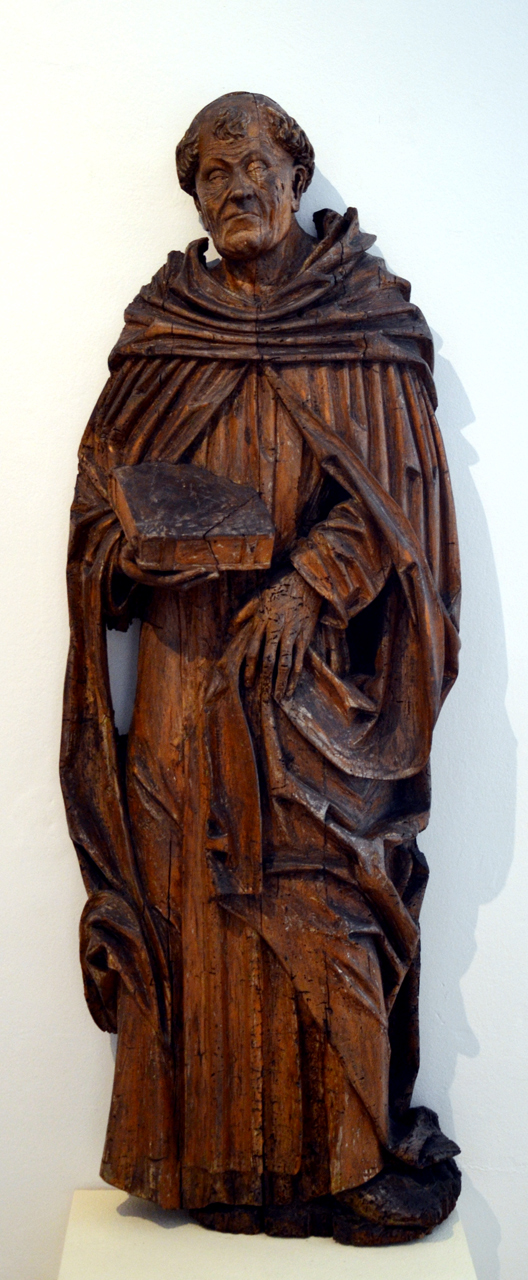
Antonín Pilgram Světec (asi 1510)